# Сазонов, Дмитрий Михайлович
Дмитрий Михайлович Сазонов (8 мая 1933, Москва - 2 января 2024, Москва) — советский и российский учёный в области радиофизики, доктор технических наук, профессор кафедры антенных устройств и распространения радиоволн Московского энергетического института (МЭИ).

## Биография

### Ранние годы
Родился в г. Москве. После окончания в 1955 году радиотехнического  факультета  МЭИ остался работать в институте на кафедре антенных устройств и распространения радиоволн.

### Научная и преподавательская работа
В период 1956—1975 годы работал инженером, младшим научным сотрудником, ассистентом, доцентом МЭИ. В 1962 году защитил кандидатскую диссертацию  «Антенны  на  металлическом  конусе  конечных  размеров»,  в 1970 году — докторскую диссертацию «Теория антенных решеток произвольной  геометрии».  С  1975  г.  и  по  настоящее  время  работает  профессором кафедры антенных устройств и распространения радиоволн МЭИ. В 1977 году Д. М. Сазонову присвоено звание профессора.  Область его научных интересов охватывает вопросы прикладной  электродинамики, воздействия высокоэнергетических электромагнитных полей на материальные объекты, автоматизированные измерения параметров антенн и материальных сред.
Сазонов действительный член РАЕН с 1996 года. Он соавтор открытия явления параметрического поглощения энергии электромагнитных волн материальным объектом и научной гипотезы о строении элементарных частиц.
Председатель секции антенно-фидерных устройств НТО радиоэлектроники и связи им. А. С. Попова. Член IEEE и председатель Российской подсекции IEEE по антеннам и распространению радиоволн. Член редколлегий журналов «Известия вузов. Радиоэлектроника», «Антенны».

## Награды и звания
- Дважды лауреат премии Правительства РФ (1997 и 2001 годы)[2]
- Почётный радист СССР[2]
- Лауреат премии Госкомоборонпрома России (1995)
- Награждён почётным знаком РАЕН «За заслуги в развитии науки и экономики» и медалью РАЕН им. П. Л. Капицы, а также  памятной медалью IEEE «2000 Millenium Medal for Outstanding Achivements and Contributions»[2]